# Antonio Corvetta
Antonio Corvetta (Ancona, 28 settembre 1977) è un ex pallavolista italiano.
Giocava nel ruolo di palleggiatore.

## Carriera
La carriera di Antonio Corvetta inizia nel 1994 nelle giovanili dell'Associazione Sportiva Volley Lube di Macerata, con la quale debutta nella stagione 1995-96 in Serie A1, aggregato alla prima squadra: con il club marchigiano resta legato in totale per quattro annate.
A partire dalla stagione 1998-99 milita per quattro campionati in Serie A2, vestendo le maglie dell'AS Capurso Volley Gioia, del Napoli Volley, del Cagliari Volley e del Volley Forlì; nell'annata 2002-03 torna nuovamente in massima divisione ingaggiato dalla Dorica Pallavolo Ancona.
Dopo una stagione trascorsa nuovamente a Macerata, in quella 2004-05 passa al Volley Corigliano, in Serie A2, al quale resta legato per quattro stagioni, ottenendo al termine della stagione 2006-07 la promozione in Serie A1. Dopo un campionato in Serie A2 con la Materdomini Volley di Castellana Grotte ed uno di Serie A1 con la Callipo Sport di Vibo Valentia, nella stagione 2010-11 viene ingaggiato dal Gruppo Sportivo Robur Angelo Costa di Ravenna, in serie cadetta, dove resta per due annate, disputando nella stagione 2011-12 il massimo campionato italiano a seguito della promozione.
Nell'annata 2012-13 veste la maglia della Pallavolo Piacenza con cui vince la Challenge Cup, mentre in quella successiva passa alla neopromossa Pallavolo Città di Castello, dove rimane per due stagioni, prima di ritornare, nel campionato 2015-16, all'Associazione Sportiva Volley Lube, che nel frattempo si è spostata a Treia, dove resta per due annate con cui vince la Coppa Italia 2016-17 e lo scudetto 2016-17.
Nella stagione 2017-18 si accasa alla Marconi Volley Spoleto, in Serie A2: al termine del campionato annuncia il suo ritiro dall'attività agonistica.

## Palmarès

### Club
- Campionato italiano: 1

2016-17
- Coppa Italia: 1

2016-17
- Challenge Cup: 1

2012-13